# San Román de los Montes
San Román de los Montes község Spanyolországban, Toledo tartományban. San Román de los Montes Pepino, Cervera de los Montes, Marrupe, Hinojosa de San Vicente, Castillo de Bayuela és Cazalegas községekkel határos. Lakosainak száma 2112 fő (2024).

## Népesség
A település népessége az utóbbi években az alábbiak szerint változott:
| Lakosok száma | 761  | 1005 | 1482 | 1747 | 1855 | 1850 | 1887 | 1881 | 2047 | 2112 |
|               | 2001 | 2004 | 2007 | 2009 | 2012 | 2014 | 2017 | 2019 | 2022 | 2024 |